# 大理道
大理道是中国天津市和平区五大道地区的一条街道，修筑于1926年，原为天津英租界新加坡道（Singapore Road）。东北到新华路，西南到西康路，全长1745米，南北两侧分别与睦南道和常德道平行。目前，大理道地区是天津市历史风貌建筑的聚集地之一，大量的名人故居坐落于此。

## 历史

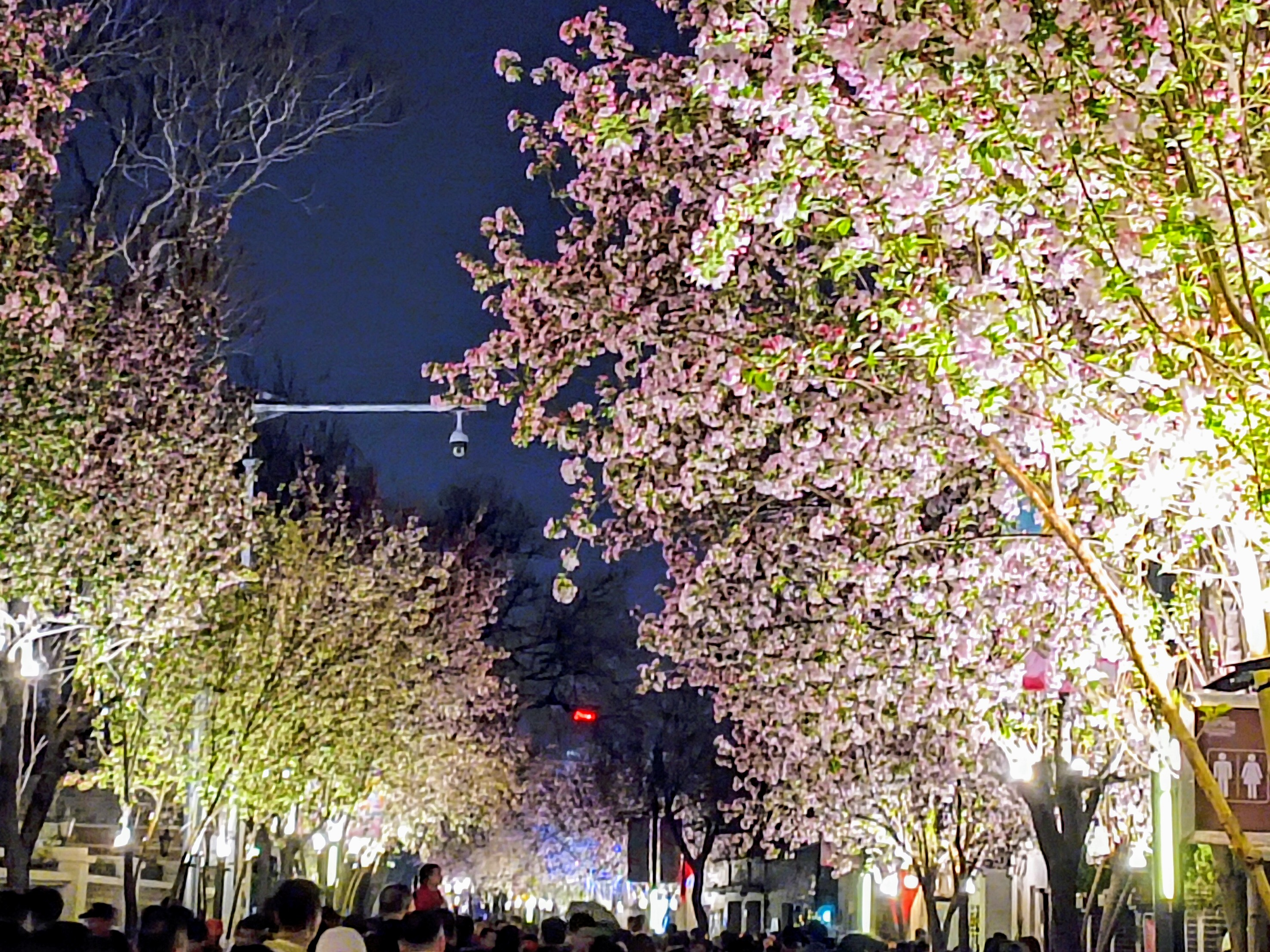
2024年的大理道夜景

大理道所在地域原是天津老城东南的一片沼泽洼地，散落着一些窝棚式的简陋民居。1903年，天津英租界工部局在获得大理道所在区域。1919年至1926年期间，天津英租界工部局结合海河清淤工程，对大理道所在区域进行填筑使之成为适合天津城市建设的用地。1929年至1932年，天津英租界工部局修筑此路并命名为“新加坡道”，也称“33号路”。此后，两侧迅速形成大片高级住宅区，绿化良好，建筑风格属于各种不同的欧洲式样。1943年，日本占领天津后，新加坡道改称“兴亚二区33号路”，又称“南纬25号路”。1946年，天津市政府光复后以云南省大理县将其改为大理道至今。历史上，教育家张伯苓、鹿钟麟、蔡成勋、徐世章、王占元、陈光远、张志潭，孙震方、訾玉普等名人均居住过大理道。

## 现况与发展

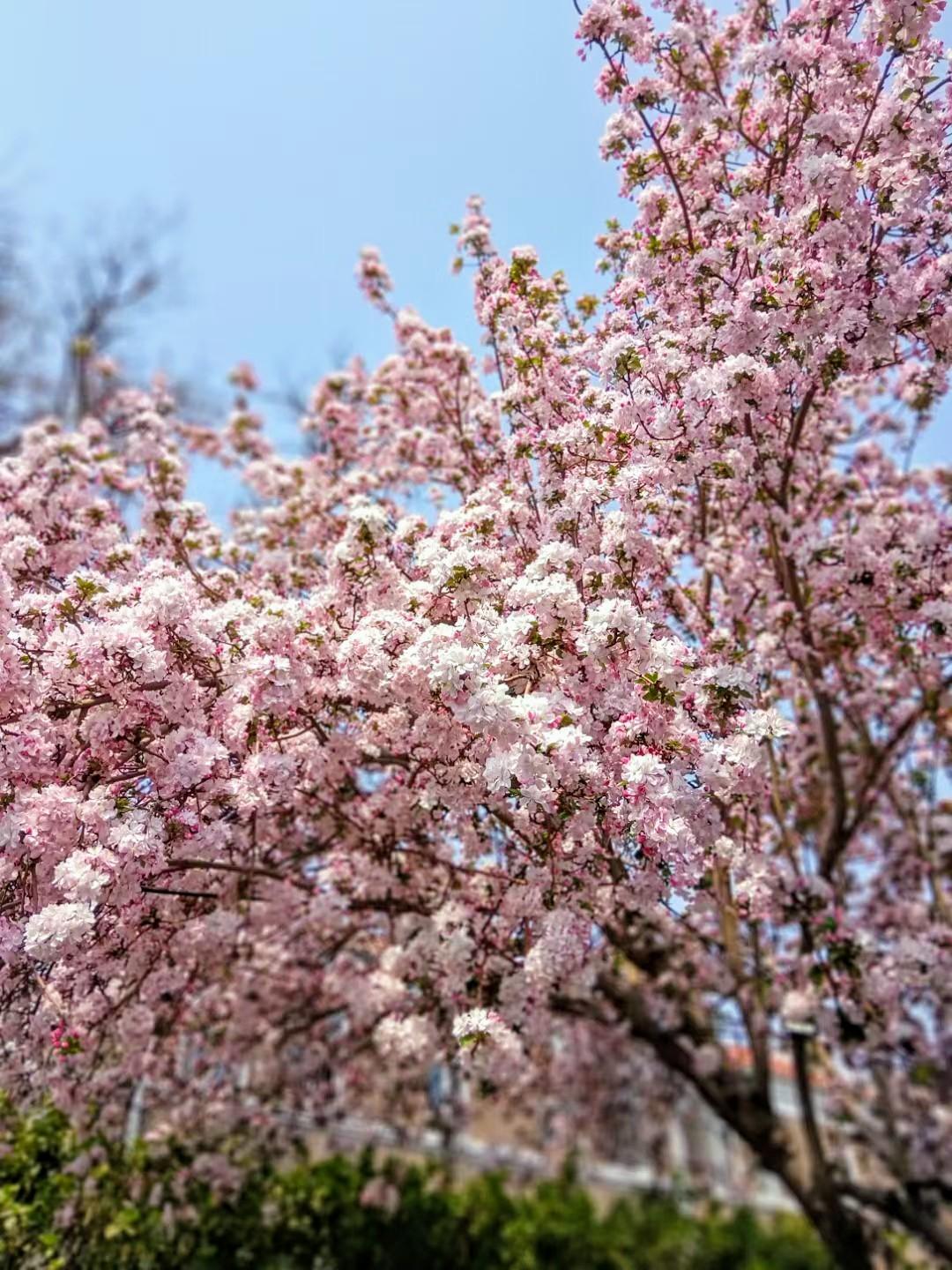
天津大理道海棠花节

大理道目前东北到新华路，西南到西康路，全长1745米，车行道平均度8.5米，人行道宽1.8米至6.1米，由于道路比较狭窄，大理道一直作为单行道使用。南北两侧分别与睦南道和常德道平行。由于大理道街区被纳入天津历史文化街区的保护规划，因此未来将保持现有风貌不会拓宽。自2023年起，五大道文化旅游区每年都会举办海棠花节，大理道道路两侧栽满了海棠树，成为了游客的打卡地和市民的休憩地。

## 沿街著名建筑
大理道现存比较著名的建筑有：

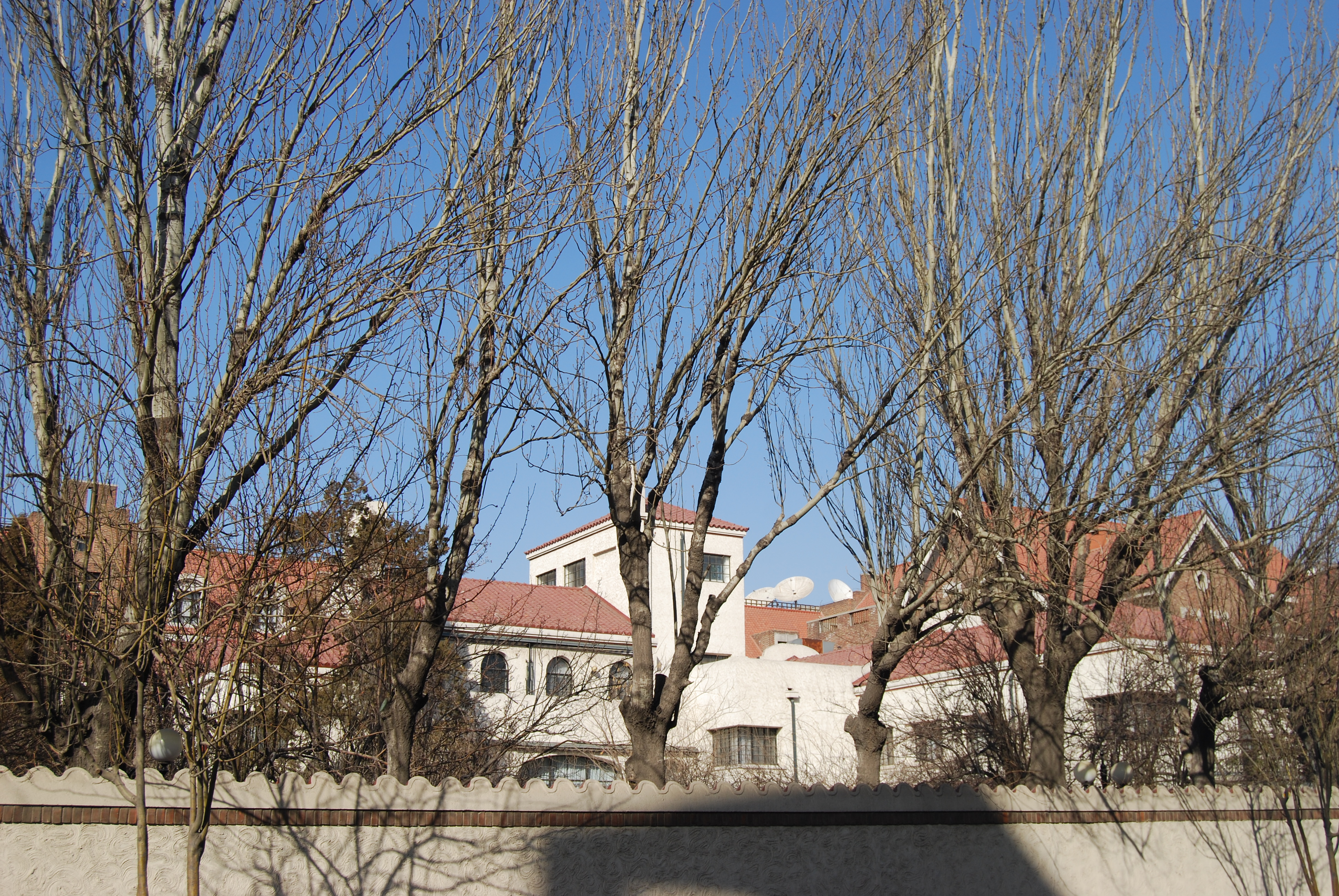
大理道上的孙震方故居

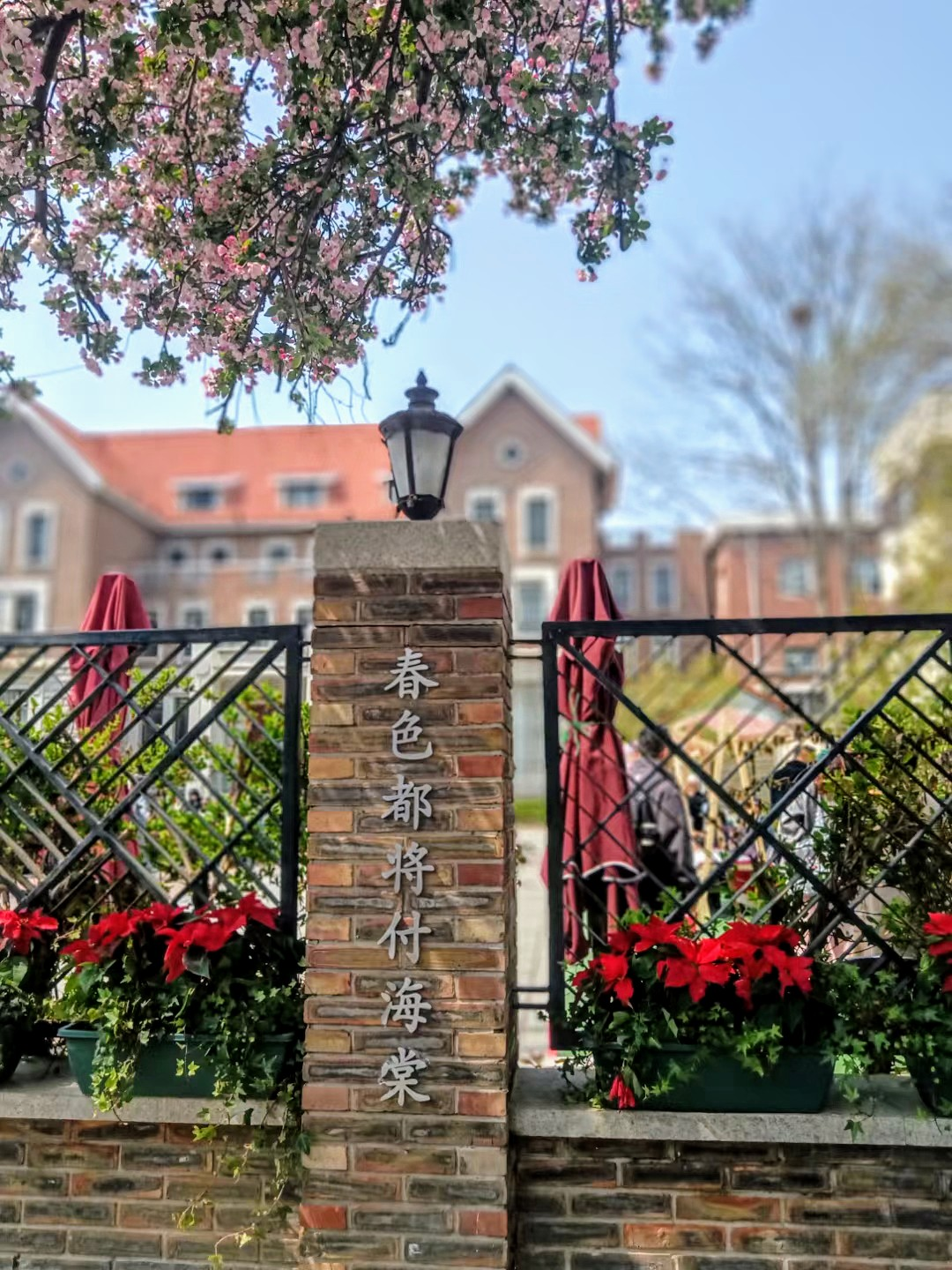
海棠花节时大理道上的和平宾馆

- 天津市文物保护单位：孙震方故居，大理道66号
- 天津市文物保护单位：林鸿赉旧宅，大理道42号
- 天津市历史风貌建筑：蔡成勋故居，大理道1号
- 天津市历史风貌建筑：陈光远旧居，大理道48号
- 天津市历史风貌建筑：王占元旧居，大理道60号[3]
- 天津市历史风貌建筑：晓园，大理道晓园（杨文恺曾住晓园）

## 交汇道路
目前，与大理道相交汇的主要道路有：

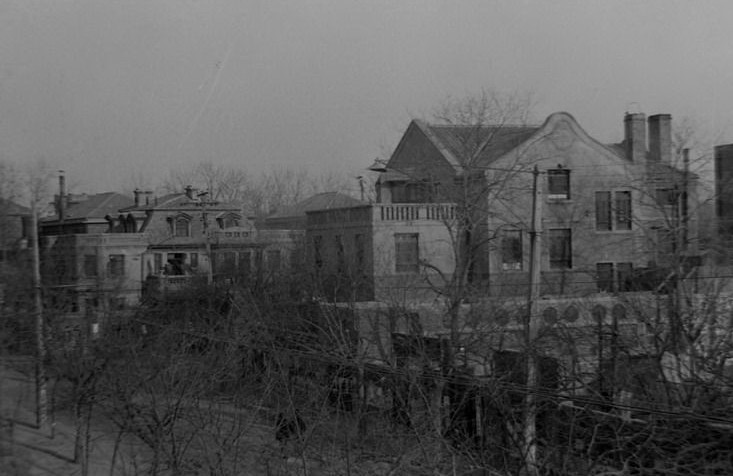
十九世纪六十年代的大理道与河北路交口

- 西康路 原海光寺道（Hai Kwan Sou）
- 昆明路 原康伯兰道（Cumberland Road）
- 云南路 原登百敦道（Dumbarton Road）
- 桂林路 原格拉斯哥道（Glasgow Road）
- 衡阳路 原马耳他道（Malta Road）
- 河北路 原威灵顿道（Wellington Road）
- 新华路 原牛津道（Oxford Road）